# Грингольц, Илья Александрович
Илья́ Алекса́ндрович Гринго́льц (род. 2 июля 1982, Ленинград, СССР) — российский и швейцарский скрипач.
Окончил ленинградскую музыкальную школу № 11 по классу скрипки (педагог Т. К. Либерова) и по классу композиции (педагог Ж. Л. Металлиди). Был лауреатом премий петербургского конкурса «Я — композитор» (I премия, 1993; Гран-при, 1995, 1996). Продолжал музыкальное образование в Джульярдской школе в Нью-Йорке, где учился, в частности, у Ицхака Перлмана.
Выступает с сольными концертами с ведущими симфоническими оркестрами в разных странах. Победитель Международного конкурса молодых скрипачей имени Липинского и Венявского (1997) и Международного конкурса скрипачей имени Паганини (1998).
Живёт с семьёй в Цюрихе. Профессор Цюрихской высшей школы искусств.